# 白幡カヨ
白幡 カヨ（しらはた カヨ）は、日本のフィギュアスケート選手（アイスダンス）。パートナーは田中衆史。1992年全日本フィギュアスケート選手権優勝。

## 経歴
高校時代はシングル競技でインターハイ、国体に出場し、その後アイスダンスに転向した。
田中衆史とカップルを組み1988年の全日本選手権で滝野薫/滝野賢治組、東野章子/松村達朗組に次いで3位に入る。
その後、1989年、1990年と全日本選手権で3年連続で3位に入った。1991年、初出場となったNHK杯で10位、全日本選手権では初優勝を果たす。
1993年世界選手権に初出場し、25位。

## 主な戦績
| 大会/年      | 1988-89 | 1989-90 | 1990-91 | 1991-92 | 1992-93 |
| ------------ | ------- | ------- | ------- | ------- | ------- |
| 全日本選手権 | 3       | 3       | 3       |         | 1       |
| NHK杯        |         |         |         |         | 10      |